# Національний парк Віклов
Національний парк гори Віклов (ірл. Bearna Chill Mhantáin) — це заповідна зона площею 220-квадратних-кілометрів (54 000-акрів) в Ірландії, один із шести національних парків у країні. Парк простягається через графство Віклов, а також невеликі ділянки Південного Дубліну та Дан-Лері — Ратдаун у графстві Дублін. Парк розташований у горах Віклов, неподалік на південь від Дубліна. Він містить різноманітні визначні пам'ятки, які популярні серед мешканців міста, що прагнуть відпочити, а також райони, які відвідують туристи та любителі історії.

## Ґлендалох
Головним серед історичних місць є Ґлендалох, у якому презентована колекція ранньосередньовічних монастирських споруд, пов'язаних зі священником—відлюдником святим Кевіном. Інші місця становлять Освітній центр у котеджі Болґера, на Шахтарській дорозі біля Верхнього озера, Ґлендалох, та рештки гірських сіл.

## Діяльність та довкілля
Дозвільні розваги, доступні в парку, становлять прогулянки та піші екскурсії, скелелазіння, веслування, дайвінг, обмежене плавання та риболовлю, а також багато можливостей для огляду визначних пам'яток та фотографування. Автотуристи можуть їхати дорогою R756, яка проходить через Віклов-Геп. Інший мальовничий маршрут проїзду йде історичною Військовою дорогою, позначеною R115, від Дублінських пагорбів на південь через центр гір до села Лара.
Різноманітність середовищ існування, що існують у парку, варіюється від покривного болота, листяних лісів, хвойних лісів, нагірних полів, пустищ, відкритих кам'янистих ділянок та осипів. Численні види рослин, включаючи дзвіночки, квасеницю та анемону, ожику, орляк, солодицеву папороть та різні види мохів знайдені. Серед дерев, поширених у парку, є падуб, ліщина та горобина.
Деякі з охоронюваних диких тварин парку — це кілька видів кажанів, рідкісні видри та дев'ять видів птахів, що перебувають під загрозою зникнення або мають міжнародне значення, включаючи луня польового, сапсана та лебедя-кликуна.

## Історія та управління парком
Будучи запропонованим протягом багатьох років, створення парку було оголошено Чарльзом Гогі, Тишехом у 1988 році, в Ґлендалофі. Інтерпретаційний центр фінансувався в 1990 р., а парк офіційно відкрився в 1991 р. Ним керує Служба національних парків та дикої природи при Департаменті мистецтв, спадщини, регіональних, сільських справ та питань ґельтахту. Персонал парку відповідає за збереження природи, сприяння науковим дослідженням та освіті, громадську безпеку та сприяє встановленню добрих відносин між парком та оточуючими громадами. У травні 2009 року було оголошено про додавання 28,33 квадратного кілометра (7 000 акрів) . У 2016 році держава придбала додатково 19,8296 квадратного кілометра (4 900,0 акра) у приватної партії. Урочище землі йде від Кіппуре до долини Ґленасмол та водосховища Бохернабреена. Земля була додана до Національного парку Віклов.